# Flaga Czechosłowacji
Flaga Czechosłowacji została zatwierdzona w 1919.

## Historia i symbolika
Po powstaniu Czechosłowacji w 1918 roku nowe państwo czasowo posługiwało się biało-czerwoną flagą z historycznymi kolorami czeskimi. Z powodu podobieństwa do kolorów narodowych Polski i Austrii oraz z powodu połączenia w jedną państwowość Czech i Słowacji z dodatkiem Rusi Podkarpackiej (Ukrainy Zakarpackiej), powstała pod koniec 1918 roku komisja, która miała ustanowić nowe symbole państwa.
W czerwcu 1919 roku postanowiono, że nowa flaga będzie zawierała trzy kolory: czerwony, biały i niebieski. Jaroslav Kursa w 1919 roku zaproponował flagę czerwono-białą z niebieskim trójkątem sięgającym do jednej trzeciej flagi. Na łodziach pływających po Wełtawie testowano nową flagę.
W parlamencie jednak niektórzy posłowie gorąco protestowali przeciw tej propozycji i proponowali inne rozwiązanie – dodanie miniatury flagi amerykańskich Słowaków, która zawierała aż pięć pasków. Tę propozycję z kolei odrzuciła grupa artystów, która zaproponowała wydłużyć trójkąt do połowy flagi. W końcu przyjęto nową flagę 30 marca 1920: biało-czerwoną z niebieskim trójkątem do połowy.
Po rozpadzie Czechosłowacji w marcu 1939–1945 używana była osobna flaga Protektoratu Czech i Moraw, która zawierała trzy równe poziome pasy w kolorze białym, czerwonym i niebieskim oraz osobna flaga państwa słowackiego. Mimo to opozycja znajdująca się za granicą dalej używała starej flagi, która niezależnie od zmian systemowych nadal miała być flagą Czechosłowacji i była nią po wojnie.
Po rozpadzie Czechosłowacji (1993) Czesi pozostawili flagę biało-czerwoną z niebieskim trójkątem, o czym zapadła decyzja już 17 grudnia 1992 w czeskiej izbie poselskiej (Česká národní rada).

Flagi Czechosłowacji
Tymczasowa czechosłowacka flaga z 1918 r. zawierała kolory krainy Czechy.
Propozycja czechosłowackiej flagi z 1919 r. (Jaroslav Kursa).
Poselska propozycja czechosłowackiej flagi z 1920 r. (Na czeskiej fladze flaga amerykańskich Słowaków).
Flaga Czechosłowacji – ostateczna wersja.